# Османское вторжение на Балеарские острова
Османское вторжение на Балеарские острова произошло в 1558 году во время Османо-габсбургских войн.

## Предпосылки
В 1501 году турки вторглись на Балеарские острова. В 1531 и 1560 годах они разграбили Польенсу, в 1535 году — Маон, в 1551 году — Алькудию, в 1552 году — Вальдемосу, в 1553 году — Андрайч, в 1551 году — Сольер. Число набегов турок уменьшилось лишь после битвы при Лепанто в 1571 году, однако набеги на Балеарские острова продолжались вплоть до XVII века.
30 декабря 1557 года Генрих II написал письмо Сулейману, в котором просил помощи в Итальянской войне. В апреле 1558 года турецкий флот покинул Стамбул и направился к Балеарским островам.
13 июня 1558 года он разорил испанские колонии на побережье Италии (за исключением Сорренто), взяв в плен 3 000 человек.

## Вторжение
В июле 1558 года турки вторглись на Балеарские острова.
Численность турок составляла 15 000 солдат и 150 военных кораблей. Османские войска атаковали Сьюдаделу, гарнизон которой насчитывал всего лишь 40 человек.
9 июля 1558 года началась осада города, длившаяся 8 дней, и в результате которой он был уничтожен. После падения города он был разграблен, а его жители уведены в рабство. Всё население было продано в рабство на невольничьих рынках Стамбула.
Балеарские острова были разорены, 4 000 человек было взято в плен.

## Память
В Сьюдаделе в XIX веке был поставлен монумент, на котором была высечена следующая надпись:
Здесь в 1558 году мы сражались за нашу религию и нашу страну.
Каждый год 9 июля в городе проходит траур по погибшим во время осады города («Год несчастья»).